# NGC 3957
NGC 3957 este o galaxie lenticulară situată în constelația Cupa. A fost descoperită în 7 februarie 1785 de către William Herschel. Se află la o distanță de 27,42 de megaparseci de Pământ.